# Roeselia aperta
Roeselia aperta är en fjärilsart som beskrevs av Walker 1865. Roeselia aperta ingår i släktet Roeselia och familjen trågspinnare. Inga underarter finns listade.